# ONO
ONO va ser una marca comercial propietat de Vodafone. Des de 1998 fins al 2014 va ser una empresa de telecomunicacions i entreteniment per banda ampla que va operar a Espanya oferint de manera integrada serveis de veu convergent, televisió de pagament i accés a Internet a través de la seva pròpia xarxa de banda ampla.

## Dades de l'empresa
Segons dades de la seva pròpia web, al tancament del primer trimestre de 2008, ONO tenia 1.878.000 de clients i ha desplegat una xarxa d'última generació que n'assoleix més de 6.850.000 de llars en la seva cobertura. El 2008 ha cablat un total de 414.000 nous habitatges, la qual cosa suposa una taxa de creixement interanual del 6,4%. Té una presència escassa i dispersa en Madrid i Barcelona, tant per cobertura com per penetració, i la competència aposta pel desenvolupament de la fibra òptica.

## Història
La marca ONO es va llançar el 1998. Abans de començar a operar va participar en una sèrie de concursos convocats després de l'entrada en vigor de la Llei General de Telecomunicacions per Cable. Entre 1996 i 1998 va obtenir les llicències necessàries per deixar serveis de televisió i telecomunicacions per cable a les demarcacions de Comunitat Valenciana, Regió de Múrcia, Cadis, Huelva, Cantàbria, Mallorca i Albacete.
A mesura que la companyia va desplegar la seva pròpia xarxa d'última generació, els consumidors van obtenir accés a serveis de televisió, telefonia i Internet. La companyia va guanyar la llicència de Castella-la Manxa i va adquirir Retecal el 2004, cablera de Castella i León. A causa del seu desequilibri equilibri deteriorat patrimonial, va haver d'acudir al rescat de l'operadora i injectar 30 milions d'euros perquè pogués seguir endavant sense problemes contables.
L'agost de 2005 es va fer públic que l'empresa havia assolit un acord amb els accionistes del Grupo Auna per adquirir la seva filial de telecomunicacions per 2.200 milions d'euros. El novembre de 2005 s'acaba la compra de la secció de cable d'Auna i ONO comença la integració d'ambdues companyies que dona lloc al major operador d'entreteniment i telecomunicacions a Espanya alternatiu a l'exmonopoli, Telefónica. En l'adquisició d'Auna, es va donar entrada a empreses de capital de risc (JP Morgan Partners, Providence Equity, Thomas H.Lee Company, GE Capital Services Structures Finance Group, Inc., Quadrangle Group).
Va adquirir l'empresa de telecomunicacions Auna el novembre de 2005. D'aquesta forma es va consolidar com a companyia de comunicació i entreteniment per banda ampla d'Espanya i va ampliar els seus serveis a les comunitats d'Aragó, Andalusia (menys Cadis i Huelva que ja pertanyien a ONO), Canàries, Catalunya, La Rioja, Madrid i Navarra. El 2005 l'ens "Grupo Auna" va deixar d'existir, en ser comprades per France Télécom, les seves divisions Amena (telefonia mòbil) i ONO (telefonia fixa i cable).
L'any 2006, va dur a terme un ERE que va afectar uns mil treballadors. El desembre de 2006 va pactar amb Telefónica per poder oferir telefonia mòbil mitjançant la llicència d'OMV. El 2006 France Télécom va decidir que Amena i Wanadoo passessin a anomenar-se Orange.
Des de novembre de 2008 inicià la comercialització de 'ONO io', un servei convergent mòbil amb totes les prestacions del fix, Va assolir 750.000 clients el 2013, quan anuncia l'oferta de 500 mega de banda ampla.
El 17 de març de 2014 l'empresa britànica de telecomunicacions Vodafone va anunciar la compra del 100% de l'empresa per més de 5000 milions d'euros. Dies després es va confirmar la compra d'ONO per part de Vodafone per 7200 milions d'euros. El 2 de juliol la Comissió Europea va consentir l'operació. La marca va desaparèixer.